# San Roque (Corrientes)
San Roque es una ciudad argentina, en la provincia de Corrientes, capital del departamento homónimo.

## Accesos
Las RP 19 y RP 121 llegan a San Roque, y también la RN 12. Su distancia a la ciudad capital es de 135 kilómetros.

## Historia
El 11 de octubre de 1773, fundan San Roque el lugarteniente de gobernador Juan García de Cossio y el cura rector Antonio de la Trinidad Martínez de Ibarra, sobre la margen izquierda del río Santa Lucía, en el "Paso San Blas". Quisieron haberla fundado el día del Patrono, 16 de agosto, pero Corrientes se hallaba abocada a expulsar de sus tierras a los pueblos originarios. En 1782, el marino y escritor Félix de Azara llegó a la zona y narró que San Roque era una de las cuatro parroquias de Corrientes. En 1825, el poblado fue elevado a Villa. En 1865, durante la ocupación paraguaya de la provincia, el gobernador Cnel. Manuel Ignacio Lagraña, se traslada a San Roque, en la casona a una cuadra del templo (entre San Martín y Benjamín Virasoro), convirtiéndola en capital de la provincia.
El 6 de agosto de 1867, se creó el Municipio y es cabecera del departamento.
A fines de 2009 la localidad de Colonia Pando se escindió convirtiéndose en un municipio propio con terrenos del municipio de San Roque.

## Población
Cuenta con 7 323 habitantes (Indec, 2010), lo que representa un incremento del 8% frente a los 6 782 habitantes (Indec, 2001) del censo anterior.
| Gráfica de evolución demográfica de San Roque entre 1991 y 2010 |
|                                                                 |
| Fuente: censos nacionales del INDEC                             |

## Parroquias de la Iglesia católica en San Roque
| Arquidiócesis | Corrientes               |
| ------------- | ------------------------ |
| Parroquia     | San Roque de Montpellier |